# Tegen wil en dank
Tegen wil en dank was een Nederlandse komedieserie, die in 1994 en 1995 werd uitgezonden door de NCRV. De serie is gebaseerd op de Engelse serie "Square deal".

## Plot
Een gewetenloze jonge projectontwikkelaar Philip en zijn in alle luxe levende echtgenote Barbara hebben in hun buurthuis nieuwe medebewoners gekregen; een stel jongeren met een voor de buurt nogal afwijkende levensstijl.
Het, in Philips ogen, krot wordt bewoond door twee uit vroegere tijden overgebleven hippietypes, Hanna en Willem, en een werkloze, maar misschien ooit succesvolle romanschrijver, Rik. Luidruchtige muziek en wilde houseparty's zijn schering en inslag. De projectontwikkelaar doet er alles aan om deze buren weg te krijgen.
Tot overmaat van ramp rijdt zijn vrouw met haar auto de brommer van de toekomstige schrijver overhoop, met als gevolg een onbruikbare schrijvershand. Ze probeert het goed te maken door zijn dictaten op haar computer voor hem uit te typen. Als tegenprestatie doet de schrijver met zijn goede hand nog wat klusjes voor haar, tot ongenoegen van haar echtgenoot. Vooral wanneer er zich onverwachte ontwikkelingen voordoen, die echter wel leiden tot de meest komische situaties

## Acteurs

### Hoofdrollen
- Joris Lutz - Rik (1994-1995)
- Hugo Haenen - Philip (1994-1995)
- Irma Hartog - Barbara (1994-1995)
- Dorijn Curvers - Hanna (1994-1995)
- Maarten Wansink - Willem (1994)
- Ingeborg Elzevier - Josephine (1995)

### Bijrollen
- Porgy Franssen - Max (1994-1995)
- Plien van Bennekom - Ceciel (1994)
- Niek Barendsen - Barry (1994-1995)

Gastrollen voor onder anderen Bianca Krijgsman, Peter Bolhuis, Ella Snoep, Pim Lambeau, Theo Maassen, Jan Nonhof, Niek Pancras, Esther Roord, Maarten Spanjer en Ellen ten Damme.

## Afleveringen
| Nr. | Titel                    | Omschrijving |
| --- | ------------------------ | --- |
| 1   | Buren gerucht            | Rik, romanschrijver in spe, maakt op ongelukkige wijze kennis met zijn nieuwe buren |
| 2   | Lange vingers            | Rik heeft last van zijn jaloerse buurman,Philip. |
| 3   | Eenmaal, andermaal       | Philip maakt kennis met zijn andere buren Hanna en Willem, twee hippietypes. |
| 4   | Op sterk water           | Philip wet de taxateur van Barbara onder druk te zetten om het café af te keuren. |
| 5   | Over en uit              | Rik, Hanna en Willem beklagen zich over de streken van Philip. |
| 6   | Beschuit met muisjes     | Philip wordt de held van de dag als hij de zwangere Hanna naar het ziekenhuis bengt. Of dit zo blijft, is maar de vraag.                                                                                       |
| 7   | Laurens                  | Na Rainbows geboorte heeft Hanna geen tijd meer voor de band. Er moet en zal een vervanger gezocht moeten worden.                                                                                              |
| 8   | De dood van de gladiolen | Voor Rik breekt de ongelukkigste dag van zijn leven aan: zijn 25e verjaardag. |
| 9   | Nieuwe kansen            | Philip zijn plannetjes om de buren hun huis uit te zetten gaan de goede kant op. |
| 10  | De tekst                 | Barbara, de huisvrouw die ondanks haar kritiek op echtgenoot Philip toch nog hoog tegen hem op blijft kijken, knapt in deze aflevering bijna op hem af.                                                        |
| 11  | Op herhaling             | Philip kan volgens zijn eigen mening in zijn bloeiende bedrijf niet gemist worden. Zelfs geen dag, ook al biedt zijn vrouw Barbara aan om hem voor drie weken te vervangen.                                    |
| 12  | Dubbel spel              | Philip heeft een ander en Barbara is hierdoor stik jaloers. |
| 13  | Het CD'tje               | De band 'Peace of Cake' ziet een gouden toekomst tegemoet. |
| 14  | Relaties                 | Philip wil zijn lastige buurjongen nog steeds kwijt. |
| 15  | Functioneel Bloot        | Barbara neemt deel aan een tekencursus. Ze laat weten dat ze ook weleens mannelijk naakt wil tekenen. Philip piekert er niet over maar Barbara heeft al een nieuwe optie gevonden.                             |
| 16  | Zoete inval              | Philip helpt bij grote uitzondering rik met zijn belastingaangifte. Barbara is bezig met het plannen van een wereldreis en zoekt hiervoor de financiering.                                                     |
| 17  | Poekibeest               | Rik heeft er schoon genoeg van dat zijn vriendin hem steeds koosnaampjes geeft. Als hij het op zijn manier oplost maakt hij er alleen maar meer problemen.                                                     |
| 18  | Surprise party           | Josephine is ervan overtuigd dat iedereen zich verheugt op haar verjaardagsfeest, maar iedereen is haar verjaardag vergeten.                                                                                   |
| 19  | Business lunch           | Na jaren van afwezigheid komt Dick, de broer van Rik, weer eens opdagen |
| 20  | In therapie              | Hanna wordt verliefd op een vrachtwagenchauffeur die bij haar in therapie is. |
| 21  | Tiffany                  | Het hondje Tiffany is in deze aflevering de oorzaak van een grote consternatie. |
| 22  | Geluk                    | Barbara is helemaal van streek als ze hoort dat Rik gaat stoppen met het café. Ondertussen ligt Philip dwars omdat hij geen kinderen wil. Als Barbara in het verkeerde bed wakker wordt is het drama compleet. |